# (10006) Sessai
(10006) Sessai est un astéroïde de la ceinture principale.

## Description
(10006) Sessai est un astéroïde de la ceinture principale. Il fut découvert le 22 octobre 1976 à Kiso par Hiroki Kosai et Kiichiro Hurukawa. Il présente une orbite caractérisée par un demi-grand axe de 2,64 UA, une excentricité de 0,06 et une inclinaison de 9,9° par rapport à l'écliptique.
Il a été nommé en l'honneur du philosophe japonais Nishiyama Sessai (1735-1798).

## Compléments